# Az aranycsempész
Az aranycsempész (eredeti címe Échappement libre) egy francia–olasz–spanyol–német koprodukcióban készült, 1964-ben bemutatott, fekete-fehér romantikus bűnügyi kalandfilm, Jean Becker rendezésében, Jean-Paul Belmondo, Jean Seberg, Fernando Rey és Gert Fröbe főszereplésével. Eredeti francia címének jelentése kb. „Lelépés/megmenekülés ingyen/ép bőrrel”.

## Cselekmény

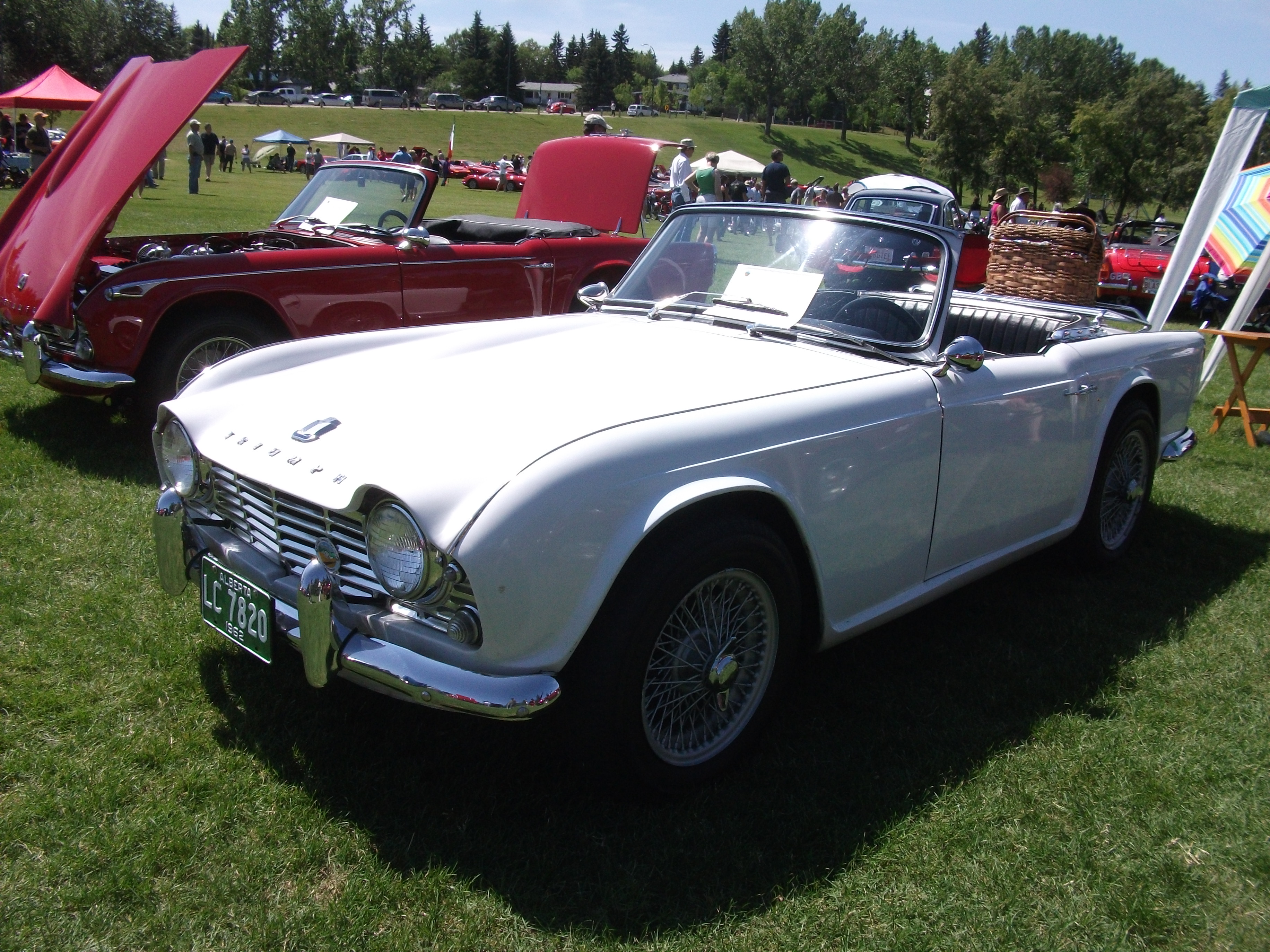
A filmbélihez hasonló, 1962-es Triumph TR4 sportkocsi (2011)

David egy kisstílű, pénztelen francia csóró, aki barátjával, Daniellel együtt gyémántokat és ékszert csempész Franciaország és Svájc között, fényképezőgépekbe rejtve, egy nemzetközi aranycsempész szervezet és  a svájci Grenner úr megbízásából. 
Egy napon Grenner nagy üzletet ajánl neki: egy preparált, 300 kg arannyal telepakolt Triumph TR4 sportkocsit kell elvinnie Barcelonából Bejrútba, tízezer dolláros honoráriumért. Daniel kiszáll a veszélyes üzletből, helyére Grenner úr operatív embere, a német Karl Fuhrman a fiú mellé adja saját bizalmi emberét, a szép és komoly Olgát, hogy szemmel tartsa és segítse a fiút. Fotóriporter párosnak álcázva hajóznak Bejrút felé. Útközben a szószátyár, locsogó David sikeresen elcsábítja Olgát, aki azonban továbbra sem bízik a szertelenül csapongó srácban. 
Egy beépített ember a hajó rakterében kicseréli a Triumph rendszámát egy másikra. Bejrútban a kikötői rendőrség előállítja Davidot és Olgát, autójukat szétszerelik és átvizsgálják, de nem találnak semmit. Később Olga egy előre megbeszélt helyen visszacseréli a csalétek-autót az igazi aranyautóra. Fedőfoglalkozásuknak megfelelően Baalbekbe mennek műemlékfotózásra.
A szállítmány bejrúti címzettje azonban lebukott, börtönben ül. Olga új utasítást kér Karltól. Közben a csóró David úgy dönt, önállósítja magát, ellopja az autót, és a maga hasznára adja el az aranyat. Olga figyelmezteti, hogy nem fogja tudni értékesíteni, mert a Szervezet bérgyilkosokat fog ráküldeni. a fiú nem hallgat rá, Olga – megbízása szerint – mégis vele marad. David Rómába telefonál életművész haverjának, Mariónak. Tőle kap egy athéni tippet. David és Olga Athénba repülnek az autóval együtt. Olga intése ellenére David titkos találkozót beszél meg, de ott Karl és emberei várják, hogy megöljék. Kemény verekedésben David szerencsésen visszaszerzi az autót és elmenekül. Olga elhagyja a fiút, jelentést tesz Karlnak és visszamegy Németországba. David utolsó pénzéből felbérel egy görög hajóskapitányt, vigye át autóstul Olaszországba. Nápolyból ismét Mariót hívja fel, adjon új tippet. Ő egy holland üzletemberhez, Van Houtenhez irányítja. A megbeszélt randevúra azonban ismét Karl és emberei érkeznek. David az autóval kitör a csapdából, és árkon-bokron átgázolva elmenekül. Egyenesen Rómába hajt Marióhoz, útközben fizetés nélkül tankol, mert egy fillérje sincs.
Mariónál Olga üzenete várja Brémából. David átfesteti az aranyautót, és feladja hajón Brémába. Ő maga vonaton bliccelve, autóstoppal, fillér nélkül utazik Brémába. Megtalálja Olgát. Azt hazudja a lánynak, hogy az autót Olaszországban rejtette el. Olga visszafogadja a fiút, de titokban felhívja Karlt. Megállapodnak: ha Olga visszaszerzi az aranyautót, Davidot nem éri bántódás. Olga az ágyban segítséget ígér Davidnak az arany eladásában, a szerelmes David elárulja neki, hogy az autó nem Olaszországban van, hanem másnap Brémába érkezik hajón. Karl és emberei elfogják Davidot, elszedik tőle az autó okmányait, de Olgának tett ígéretéhez híven Karl szabadon engedi a srácot. Karl az autóért megy. Kirakodás közben a Triumph lezuhan, kigyullad, az olvadt arany szétfolyik. A rendőrök kérdőre vonják Karlt. David egy darabig méltatlankodik, hogy Olga elárulta őt, de tudja, hogy neki köszönheti az életét, és nagy szerelemben együtt távoznak.

## Szereposztás
| Szerep                  | Színész              | Magyar hangja (1. szinkron, 1974 ) | Magyar hangja (2. szinkron, 1987) |
| ----------------------- | -------------------- | ---------------------------------- | --------------------------------- |
| David Ladislas          | Jean-Paul Belmondo   | Koncz Gábor                        | Rátóti Zoltán                     |
| Olga Celan, fotográfus  | Jean Seberg          | Borbás Gabi                        | Pápai Erika                       |
| Karl Fehrman            | Gert Fröbe           | Képessy József                     | Inke László                       |
| Mario, római életművész | Enrico Maria Salerno | Bodrogi Gyula                      | Láng József                       |
| Van Houde, a hollandus  | Jean-Pierre Marielle | Ujréti László                      | Pathó István                      |
| Rosetta                 | Diana Lorys          | Móricz Ildikó                      | Földessy Margit                   |
| Bejrúti kikötői rendőr  | Fernando Rey         | Kaló Flórián                       | Kenderesi Tibor                   |
| Daniel, David barátja   | Michel Beaune        | N/A                                | N/A                               |
| Grenner úr              | Wolfgang Preiss      | N/A                                | N/A                               |
| Otto, Grenner embere    | Petar Martinovitch   | N/A                                | N/A                               |
| Vendég a hotel teraszán | Romain Gary          | (nem szólal meg)                   | (nem szólal meg)                  |

## Érdekesség
- A forgatókönyv írói között szerepel Claude Sautet is, aki segédrendezőként dolgozott Jean Becker rendező mellett, és később ő maga is neves filmrendező lett.
- Jean Seberg akkori férje, Romain Gary író feltűnik egy kis kámeaszerepben, mint a hotel teraszán üldögélő vendég.

## További információ
- Az aranycsempész a PORT.hu-n (magyarul)
- Az aranycsempész az Internetes Szinkronadatbázisban (magyarul)
- Az aranycsempész az Internet Movie Database-ben (angolul)
- Az aranycsempész a Rotten Tomatoeson (angolul)
- Az aranycsempész a Box Office Mojón (angolul)
- Échappement libre (1964) (francia nyelven). AlloCiné (allociné.fr)
- Az aranycsempész (1964) (magyar nyelven). TMDB (The MovieWeb Adatbázis)
- Backfire / Échappement libre (1964) (angol nyelven). Collections Search British Film Institute (BFI.org.uk)